# ريتشي بينيت
ريتشي بينيت (بالإنجليزية: Richie Bennett) هو لاعب كرة قدم بريطاني في مركز الهجوم، ولد في 3 مارس 1991 في أولدم في المملكة المتحدة. لعب مع نادي بارو.

## وصلات خارجية
- ريتشي بينيت على موقع قاعدة بيانات كرة القدم.إي يو (الإنجليزية)
- ريتشي بينيت على موقع Soccerbase.com (لاعب) (الإنجليزية)
- ريتشي بينيت على موقع Soccerway.com (الإنجليزية)